# Olympische Sommerspiele 2012/Schwimmen – 4 × 100 m Lagen (Männer)
Der Staffelwettbewerb über 4-mal 100 Meter Lagen der Männer bei den Olympischen Spielen 2012 in London wurde am 3. und 4. August 2012 im London Aquatics Centre ausgetragen. 84 Athleten aus 16 Ländern nahmen daran teil.
Es fanden zwei Vorläufe statt. Die acht schnellsten Staffeln aller Vorläufe qualifizierten sich für das Finale.
Abkürzungen: WR = Weltrekord, OR = olympischer Rekord, NR = nationaler Rekord, PB = persönliche Bestleistung, JWB = Jahresweltbestzeit

## Bestehende Rekorde
| Weltrekord         | Vereinigte Staaten (Aaron Peirsol, Eric Shanteau, Michael Phelps, David Walters) | 3:27,28 min | Rom, Italien                | 2. August 2009  |
| Olympischer Rekord | Vereinigte Staaten (Aaron Peirsol, Brendan Hansen, Michael Phelps, Jason Lezak)  | 3:29,34 min | Peking, Volksrepublik China | 17. August 2008 |

## Titelträger
| Olympiasieger | Vereinigte Staaten (Aaron Peirsol, Brendan Hansen, Michael Phelps, Jason Lezak)    | 3:29,34 min | Peking 2008   |
| Weltmeister   | Vereinigte Staaten (Nicholas Thoman, Mark Gangloff, Michael Phelps, Nathan Adrian) | 3:32,06 min | Shanghai 2011 |
| Europameister | Italien (Mirco Di Tora, Fabio Scozzoli, Matteo Rivolta, Filippo Magnini)           | 3:32,80 min | Debrecen 2012 |

## Vorlauf

### Vorlauf 1
| Platz | Nation         | Athleten                                                                    | Zeit        | Anmerkung |
| ----- | -------------- | --------------------------------------------------------------------------- | ----------- | --------- |
| 1     | Großbritannien | Liam Tancock Craig Benson Michael Rock Adam Brown                           | 3:33,44 min |           |
| 2     | Australien     | Hayden Stoeckel Brenton Rickard Matt Targett Tommaso D’Orsogna              | 3:33,73 min |           |
| 3     | Niederlande    | Nick Driebergen Lennart Stekelenburg Joeri Verlinden Sebastiaan Verschuren  | 3:33,78 min | NR        |
| 4     | Kanada         | Charles Francis Scott Dickens Joe Bartoch Brent Hayden                      | 3:34,46 min |           |
| 5     | China          | Cheng Feiyi Li Xiayan Zhou Jiawei Lü Zhiwu                                  | 3:34,65 min |           |
| 6     | Russland       | Wladimir Morosow Wjatscheslaw Sinkewitsch Nikolai Skworzow Andrei Gretschin | 3:34,94 min |           |
| 7     | Italien        | Mirco Di Tora Fabio Scozzoli Matteo Rivolta Luca Dotto                      | 3:36,88 min |           |
| 8     | Brasilien      | Thiago Pereira Felipe França Silva Kaio de Almeida Marcelo Chierighini      | 3:37,00 min |           |

### Vorlauf 2
| Platz | Nation             | Athleten                                                           | Zeit        | Anmerkung |
| ----- | ------------------ | ------------------------------------------------------------------ | ----------- | --------- |
| 1     | Vereinigte Staaten | Nick Thoman Eric Shanteau Tyler McGill Cullen Jones                | 3:32,65 min |           |
| 2     | Japan              | Ryōsuke Irie Kōsuke Kitajima Takeshi Matsuda Takurō Fujii          | 3:33,64 min |           |
| 3     | Deutschland        | Helge Meeuw Christian vom Lehn Steffen Deibler Marco di Carli      | 3:33,73 min |           |
| 4     | Ungarn             | László Cseh Dániel Gyurta Bence Pulai Dominik Kozma                | 3:34,44 min | NR        |
| 5     | Neuseeland         | Gareth Kean Glenn Snyders Andrew McMillan Carl O’Donnell           | 3:34,52 min |           |
| 6     | Frankreich         | Camille Lacourt Giacomo Perez-Dortona Romain Sassot Yannick Agnel  | 3:34,60 min |           |
| 7     | Südafrika          | Charl Crous Cameron van der Burgh Chad le Clos Leith Shankland     | 3:35,23 min |           |
| 8     | Polen              | Radosław Kawęcki Dawid Szulich Paweł Korzeniowski Kacper Majchrzak | 3:38,16 min |           |

## Finale
| Platz | Nation             | Athleten                                                                   | Zeit        | Anmerkung |
| ----- | ------------------ | -------------------------------------------------------------------------- | ----------- | --------- |
| 1     | Vereinigte Staaten | Matt Grevers Brendan Hansen Michael Phelps Nathan Adrian                   | 3:29,35 min |           |
| 2     | Japan              | Ryōsuke Irie Kōsuke Kitajima Takeshi Matsuda Takurō Fujii                  | 3:31,26 min |           |
| 3     | Australien         | Hayden Stoeckel Christian Sprenger Matt Targett James Magnussen            | 3:31,58 min |           |
| 4     | Großbritannien     | Liam Tancock Michael Jamieson Michael Rock Adam Brown                      | 3:32,32 min |           |
| 5     | Ungarn             | László Cseh Dániel Gyurta Bence Pulai Dominik Kozma                        | 3:33,02 min | NR        |
| 6     | Deutschland        | Helge Meeuw Christian vom Lehn Steffen Deibler Markus Deibler              | 3:33,06 min |           |
| 7     | Niederlande        | Nick Driebergen Lennart Stekelenburg Joeri Verlinden Sebastiaan Verschuren | 3:33,46 min | NR        |
| 8     | Kanada             | Charles Francis Scott Dickens Joe Bartoch Brent Hayden                     | 3:34,19 min |           |